# Stilwell (Oklahoma)
Stilwell è un comune degli Stati Uniti d'America, capoluogo della Contea di Adair, nello Stato dell'Oklahoma. Si trova all'intersezione tra la U.S. Route 59 e la State Highway 51.
Deve il suo nome all'imprenditore Arthur Stilwell.